# Xã Raber, Quận Hughes, Nam Dakota
Xã Raber (tiếng Anh: Raber Township) là một xã thuộc quận Hughes, tiểu bang Nam Dakota, Hoa Kỳ. Năm 2010, dân số của xã này là 26 người.